# Apteryx rowi
Kiwi-de-okarito ou quiuí-castanho-de-okarito (Apteryx rowi), conhecido popularmente como quivi-marrom-de-okarito ou kiwi-de-okarito, é uma espécie de ave da família Apterygidae endêmica da Nova Zelândia.

## Nomenclatura e taxonomia
A espécie foi descrita oficialmente em 2003 por Tennyson e colaboradores.

## Distribuição geográfica e habitat
Encontrado na ilha do Sul, numa área restrita da costa oeste denominada de floresta de Okarito. Foi introduzido na ilha Blumine.

## Conservação
A espécie foi classificada como "em perigo" de extinção pela IUCN. Entre as espécie de Apteryx é uma das mais ameaçadas de extinção com apenas 300 pares reprodutores.